# Espace semi-métrique
En mathématiques, la notion d'espace semi-métrique est une généralisation de celle d'espace métrique dans laquelle on n'impose pas l'inégalité triangulaire. Dans les traductions de textes russes, le terme « semi-métrique » est parfois remplacé par « symétrique ».
En analyse fonctionnelle et dans les disciplines mathématiques apparentées, l'expression « espace semi-métrique » est utilisée comme synonyme d'espace pseudo-métrique, parce que toute semi-norme induit une pseudo-distance (i.e. un écart à valeurs finies).

## Définition
Une semi-distance sur un ensemble {\displaystyle E} est une fonction
{\displaystyle \mathrm {d} :E\times E\to \mathbb {R} _{+}}
telle que pour tout {\displaystyle x,y,z\in E},
1. {\displaystyle \mathrm {d} \left(x,y\right)=0\iff x=y} (séparation) ;
2. {\displaystyle \mathrm {d} \left(x,y\right)=\mathrm {d} \left(y,x\right)} (symétrie).

Un espace semi-métrique {\displaystyle (E,\mathrm {d} )} est un ensemble {\displaystyle E} muni d'une semi-distance {\displaystyle \mathrm {d} }.
Une semi-distance {\displaystyle \mathrm {d} }, sur un ensemble {\displaystyle E}, qui vérifie l'inégalité triangulaire est une distance, auquel cas {\displaystyle (E,\mathrm {d} )} est un espace métrique.